# Tembleque
Tembleque – gmina w Hiszpanii, w prowincji Toledo, w Kastylii-La Mancha, o powierzchni 223,07 km². W 2011 roku gmina liczyła 2327 mieszkańców.